# Rivière Boivin (bras des Murailles)
Pour les articles homonymes, voir Boivin et Rivière Boivin.
La rivière Boivin est un affluent de la bras des Murailles traversant le territoire non-organisé du Mont-Valin, dans la municipalité régionale de comté (MRC) du Le Fjord-du-Saguenay, dans la région administrative du Saguenay–Lac-Saint-Jean, au Québec, au Canada.
Le cours de cette rivière traverse la zec Martin-Valin.
Quelques routes forestières desservent la partie supérieure de cette vallée,,.
La foresterie constitue la première activité économique du secteur ; les activités récréotouristiques, en second.
La surface de la rivière Boivin est habituellement gelée de la fin novembre au début avril, toutefois la circulation sécuritaire sur la glace se fait généralement de la mi-décembre à la fin mars.

## Géographie
Les principaux bassins versants voisins de la rivière Boivin sont :
- côté Nord : lac Vert, lac de la Cloche, lac Couleuvre, lac l’Abbé, ruisseau Linus ;
- côté Est : lac André-Ringuette, lac des Six-Milles, rivière Sainte-Marguerite ;
- côté Sud : bras des Murailles, rivière Sainte-Marguerite, rivière Saguenay, lac Barrette, lac Margot, lac Reed ;
- côté Ouest : rivière Sainte-Marguerite, Bras Fournier, lac Skelton[2].

La rivière Boivin prend sa source du lac Boivin (longueur : 1,3 km ; altitude : 725 m). À partir du lac de tête, le cours de la rivière Boivin descend sur 13,3 km selon les segments suivants :
- 1,3 km vers l’Est notamment en traversant le lac de la Passe (longueur : 0,9 km ; altitude : 714 m) sur sa pleine longueur, jusqu'à son embouchure ;
- 2,1 km vers l’Est en recueillant la décharge (venant du Sud) d’un ensemble de lacs dont de l’Entrepreneur, Roland et Margot, jusqu'au ruisseau Linus (venant du Nord) ;
- 2,8 km vers l’Est dans une vallée encaissée, jusqu'à la décharge (venant du Nord) du lac Lessard ;
- 2,9 km vers l’Est en recueillant la décharge (venant du Nord) des lacs du Chicot et Canuel, puis vers le Sud-Est dans une vallée encaissée, jusqu'à la décharge (venant du Nord) d’un ensemble de lacs dont Robert, de la Cloche et des Gémeaux ;
- 0,3 km vers le Sud-Est dans une vallée encaissée, jusqu'à la décharge (venant du Nord) d’un ensemble de lacs dont Vert, de l’Omble, Lent et Vite ;
- 3,9 km vers le Sud-Est, puis vers l’Est dans une vallée encaissée, jusqu'à l'embouchure de la rivière[2].

## Toponymie
Le terme Boivin constitue un patronyme de famille d’origine française.
Le toponyme « rivière Boivin» a été officialisé le 6 septembre 1984 à la Banque des noms de lieux de la Commission de toponymie du Québec.